# Josef Mach (včelař)

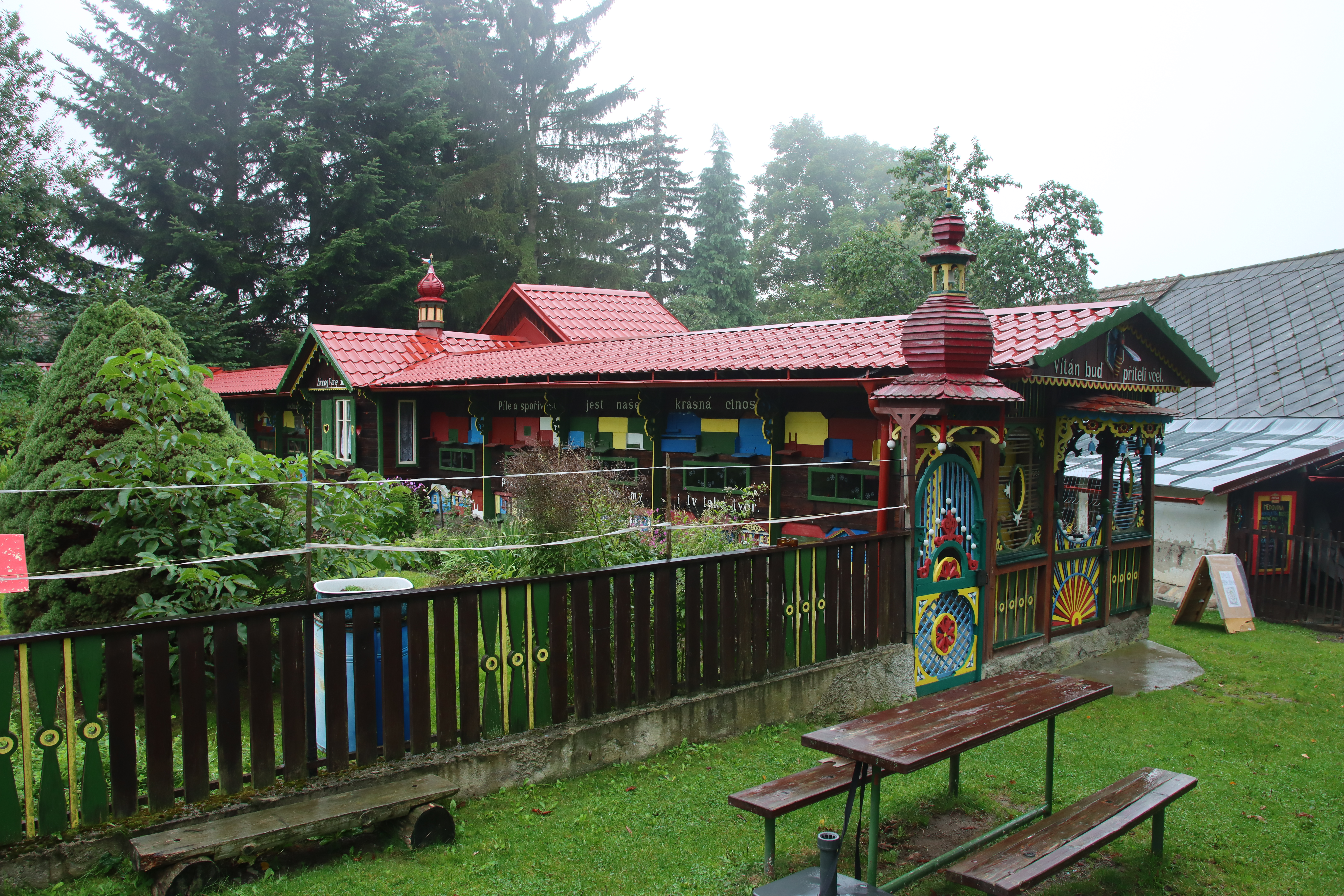
Krušlovský včelín

Josef Mach (23. února 1923 – 4. srpna 2008) byl český včelař a lidový řezbář původem z jihočeského Krušlova.

## Život
Josef Mach vyrůstal ve vesnici Krušlov, jako mladý si oblíbil včelaření, nicméně jeho otec se proti tomu stavěl a první roj mu spálil. Josef Mach se pak po zbytek života s otcem příliš nestýkal. Během vojenské služby dostal nápad („Můj sen“) na vytvoření umělecky ztvárněného včelína. Ten také začal v roce 1948 tvořit. Včelín nakonec pojal 65 úlů a mnohé z nich byly zdobeny jako budovy z blízkého okolí (Hoslovický mlýn nebo chalupy v Zechovicích). Josef Mach se včelínu věnoval do vysokého věku, v roce 2006 však odešel do domova důchodců a jelikož byl starý mládenec a bezdětný, neměl unikátní stavbu komu předat. Josef Mach žil po celý život střídmě, nekouřil a vyhýbal se alkoholu. Zemřel v srpnu 2008. Po jeho smrti byl včelín rekonstruován za podpory občanského sdružení a muzea středního Pootaví Strakonice.